# Zone Trooper
Zone Trooper is een computerspel dat werd uitgegeven door Cascade Games. Het side-scrolling actiespel kwam in 1988 uit voor de Amstrad CPC en Commodore 64. Een jaar later volgde een release voor de ZX Spectrum. Het spel werd ontworpen door George Wright. Fred Gray componeerde de muziek. Het spel is Engelstalig.

## Platforms
- Amstrad CPC (1988)
- Commodore 64 (1988)
- ZX Spectrum (1989)